# Lúcio Pláucio Venão
Lúcio Pláucio Venão ou Lúcio Pláucio Venox (em latim: Lucius Plautius Venno) foi um político da gente Pláucia da República Romana, eleito cônsul em 330 a.C. com Lúcio Papírio Crasso. Lúcio Pláucio Venão, cônsul em 318 a.C., era seu filho.

## Segundo consulado (330 a.C.)
Lúcio Pláucio foi eleito cônsul em 330 a.C. com Lúcio Papírio Crasso. No começo do mandato, enviados volscos chegaram a Roma vindos de Fabreteria e Lucânia. Eles buscavam proteção contra as incursões samnitas e prometeram que, se os romanos os protegessem, se submeteriam ao jugo romano. Lúcio Papírio e Lúcio Pláucio aceitaram o pedido de proteção e alertaram os samnitas contra novas incursões em território volsco. Os samnitas, despreparados para a guerra, cessaram de imediato suas ações. Neste mesmo ano, a guerra começou contra Priverno e suas cidades aliadas, como Fundos. O comandante dos privernatos, Vitrúvio Vaco, era fundaniano e bem conhecido em sua terra e também em Roma, onde tinha uma casa no monte Palatino, que acabou demolida e o local, rebatizado de "Campo Vacino". Enquanto Vitrúvio liderava raides contra as terras de Setia, Norba e Cora, Lúcio Papírio se lançou ao seu encontro e acampou perto do acampamento de Vitrúvio. Este não se defendeu com um baluarte contra um oponente mais forte e não tinha um plano sobre como empregar suas forças. Seus homens frequentemente procuravam formas e possibilidades de fugir ao invés de lutar. Lúcio Papírio os derrotou Vitrúvio decisivamente e sem muito esforço. O inimigo também sofreu poucas baixas, o resultado, em parte, do espaço apertado do campo de batalha e da proximidade do acampamento de Vitrúvio. Conforme a noite caía, as forças de Vitrúvio conseguiram recuar para Priverno em uma coluna bem formada. Lúcio Pláucio, enquanto isso, marchava de Priverno até o território de Fundos, onde arrasou a zona rural. O Senado de Fundos decidiu marcar um encontro com Lúcio Pláucio para implorar a paz e um perdão para Vitrúvio. Em troca, a cidade se submeteria a Roma. Estes termos foram aceitos por Lúcio Pláucio e Fundos tornou-se uma província romana, com a cidadania romana estendida para todos os cidadãos em território romano. Enquanto Priverno continuava cercada por ambos os exércitos consulares, um deles foi reconvocado a roma para realizar as eleições consulares.
Em 330 a.C., Alexandre do Epiro liderou uma expedição ao sul da Itália, durante a qual ele próprio acabou assassinado em Pandosa.